# 2971 Mohr
2971 Mohr este un asteroid din centura principală, descoperit pe 30 decembrie 1980 de Antonín Mrkos.